# Sabanas de Australia y Nueva Guinea
Si bien gran parte de Australia está cubierta por desiertos también existen pastizales, pero son ecosistemas mucho más restringidos, ya que se limitan a áreas más húmedas a lo largo de la costa. Las sabanas Kimberley, Top End y Cape York a lo largo de la costa norte brindan los mejores ejemplos de este tipo de hábitat en el continente. Parches de selva seca con alta diversidad de especies también se producen en toda la ecorregión.
Cape York es conocida por su increíble riqueza de especies, que alberga el 60% de las mariposas de Australia. Es difícil pasar por alto las mariposas de las aves marinas de Cape York, con su color esmeralda y negro y sus enormes alas de 15 cm. 
El área de Einasleigh es la zona de tierras altas más grande de Queensland, Australia. El Gran Muro de Basalto es una característica geológica única que se formó cuando la lava fluía por el valle. Otra característica geológicamente importante es los Tubos de Lava de Undara, una serie de pasadizos huecos formados por flujo de lava. 
Las abruptas gargantas y escarpaduras de la Tierra de Arnhem, que llevan a la gente a llamarlo el "país de piedra", proporcionan refugio a plantas y animales que no se encuentran en ningún otro lugar del mundo (especies endémicas).

## Descripción
Esta ecorregión global está compuesta por 6 ecorregiones terrestres: sabana tropical de Cape York; Sabana y pastizales Trans Fly; Sabana tropical de Kimberly; Sabana de Einasleigh; Sabana tropical Carpentaria; y la sabana tropical Arnhem Land.

## Tamaño.
Unos 1,137,000 km cuadrados (440,000 millas cuadradas) repartidas por el Territorio del Norte y Queensland.

## Tipo de hábitat
Pastizales, sabanas y matorrales tropicales y subtropicales

## Estado de conservación
Aunque anteriormente estas sabanas eran consideradas relativamente estables o intactas, más recientemente se ha reconsiderado esto, pues las actividades ganaderas en los campos australianos y la urbanización de las pocas áreas no desérticas y apacibles de Australia por parte de la población en crecimiento ha reducido el tamaño y conservación de estas.

## Fauna
La región abunda en una diversidad de aves acuáticas, aves zancudas, reptiles, marsupiales, roedores (especie introducida) y murciélagos. Los mamíferos residentes, muchos de los cuales son endémicos, incluyen especies tan conocidas como el equidna de hocico corto (Tachyglossus aculeatus), el ualabí ágil (Macropus agilis) y el canguro rojo (Macropus rufus) y canguro gris (Macropus giganteus). Aquí se encuentran cantidades extremadamente altas de aves acuáticas y aves acuáticas migratorias y residentes. 
Estos incluyen jacana con cresta de peine (Irediparra gallinacea), garza muy grande (Ardea sumatrana), ganso pigmeo verde (Nettapus pulchellus).), cerceta gris (Anas gracilis), pato silbador emplumado (endrocygna eytoni ), pato silbador errante (D. arcuata) y el ganso urraca (Anseranas semipalmata). También se encuentran los pinzones de Gould (Chloebia gouldiae ), loros de hombros dorados (Psephotus chrysopterygius) y cocodrilos de agua dulce (Crocodylus johnstonii). 
La sabana y pastizales Trans Fly alberga a 43 mamíferos, incluidos 4 pequeños marsupiales cuyos rangos caen mayoritariamente o por completo dentro de esta ecorregión: el planigale papú, el bronce quoll, el dunnart castaño y el pademelón oscuro.
Una lagartija, el monitor de roca Kimberly, se encuentra solo en el área de sabana de Kimberly y puede crecer hasta más de 80 cm (30 in) de longitud.

## Amenazas
La falta de manejo del fuego, los animales salvajes y las malezas, se combinan con el pastoreo para representar una amenaza para la biodiversidad de esta ecorregión. Especies invasivas como malezas y sapos de caña amenazan a las especies nativas. La introducción del venado rusa no nativo ha llevado a la destrucción de pastizales. El área alrededor de Darwin, una de las ciudades más grandes e industrializadas de Australia en el Territorio del Norte, se está desarrollando cada vez más para la agricultura
- Datos: Q56377642